# Indicatif régional 915

Carte de l'État du Texas avec les territoires de ses indicatifs régionaux. L'indicatif régional 915 est en blanc.

L'indicatif régional 915 est l'un des multiples indicatifs téléphoniques régionaux de l'État du Texas aux États-Unis.
Cet indicatif dessert la région d'El Paso.
La carte ci-contre indique en blanc le territoire couvert par l'indicatif 915.
L'indicatif régional 915 fait partie du plan de numérotation nord-américain.

## Comtés desservis par l'indicatif
Culberson, El Paso et Hudspeth

## Villes desservies par l'indicatif
Anthony, Canutillo, Clint, Dell City, El Paso, Fabens, Fort Hancock, Horizon City, Salt Flat, San Elizario, Sierra Blanca, Tornillo et Van Horn